# Автошлях N33 (Нідерланди)
Автошлях N33 — автомобільна дорога в Нідерландах яка має протяжність 72 км національного шосе від Ассена до Емсхафена. Дорога починається з автомагістралі A28 під Ассеном і перетинає N34 у Гітені через кільцеву розв’язку з роздільними рівнями. У Нордбройк дорога перетинає A7. Найважливіші місця на N33: Ассен, Ролде, Гітен, Вендам, Зюйдбрук, Сіддебурен, Аппінгедам і Делфзейл.
N33 починається зі з’їздів і роз’їздів з автостради A28, які незабаром утворюють дорогу зі смугами 2×2. До з’єднання з А7 дорога має 2×2 смуги, але має статус автостради. Лише останній поворот дороги Спейк-Емсхафен і Квелдервег стали регіональними розподільними дорогами. До цього, від Олденклостера, якраз перед тим, як N997 приєднається до N33, максимальна швидкість була знижена до 80 км/год. Дорога закінчується на кільцевій розв’язці, де також закінчується N46.
Спочатку ділянка поблизу Ассена, яка вже мала смуги 2×2 з моменту існування цієї дороги, була автомагістраллю, A33.

## Перебудова
N33 мала репутацію мертвої дороги. У Північних Нідерландах роками тривають спроби розширення дороги до повноцінної чотирисмугової дороги між Ассеном і з’єднанням з автомагістраллю A7 у Зюйдбруку. Перебудова мала розпочатися ще у 2011 році, але через брак грошей було зроблено навесні 2013 року.
Ділянка Делфзейл-Емсхафен була відремонтована між 2000 і 2006 роками: в Аппінгедамі, Гольвірде та Спійку були побудовані кільцеві дороги. У 2011 році було завершено переобладнання кільцевої розв’язки в Гітені, так що тепер дорога знаходиться під кільцевою розв’язкою.

## Майбутнє
Провінція Гронінген працює над планами також подвоїти ділянку між Зюйдбрук та Аппінгедам-Делфзейл. Фінансування цих планів є проблемою. Провінція досліджує, серед іншого, варіант, при якому дорога може бути скорочена на 1,5 кілометра через ярлик біля Тюхема.